# Hendrik Geirnaert
Hendrik Geirnaert (Vinderhoute (Lovendegem), 24 februari 1860 - Gent, 24 februari 1928) was een Vlaams architect en monumentenzorger.
Hendrik (Henri) Geirnaert behaalde het diploma van architect aan de Sint-Lucasschool in Gent (1881) en gaf nadien meer dan 45 jaar les aan deze instelling. Hij was tevens lid van de Commissie voor Monumenten en Landschappen (KCML) van de stad Gent. Naast zijn loopbaan als lesgever wijdde hij zich vooral aan de bouw, de uitbreiding en de restauratie van kerken in Oost-Vlaanderen.

## Voornaamste werken
- Vergroting van de Sint-Bavokerk te Baaigem
- Sint-Jobkerk in Puivelde (1904-1905)
- Wittentakkapel in Ronse (1892)
- Heilig Hartkerk in Kwatrecht (1910-1911)
- Sint-Pieterkerk in Tielrode (1904-1905)
- Gemeentehuis van Etikhove (1902-1905), nu het administratief centrum Valerius De Saedeleer van Maarkedal.
- Rustoord Sint-Leonard op de parochie Louise-Marie (1900).
- Sint-Pietersinstituut, Koning Albertlaan, Gent (1906).
- Gemeentehuis van Sint-Denijs-Westrem (1895).
- Heropbouw van Sint-Eligiuskerk (Eine) (1920-1921)
- Gemeentehuis van Maldegem (1907)

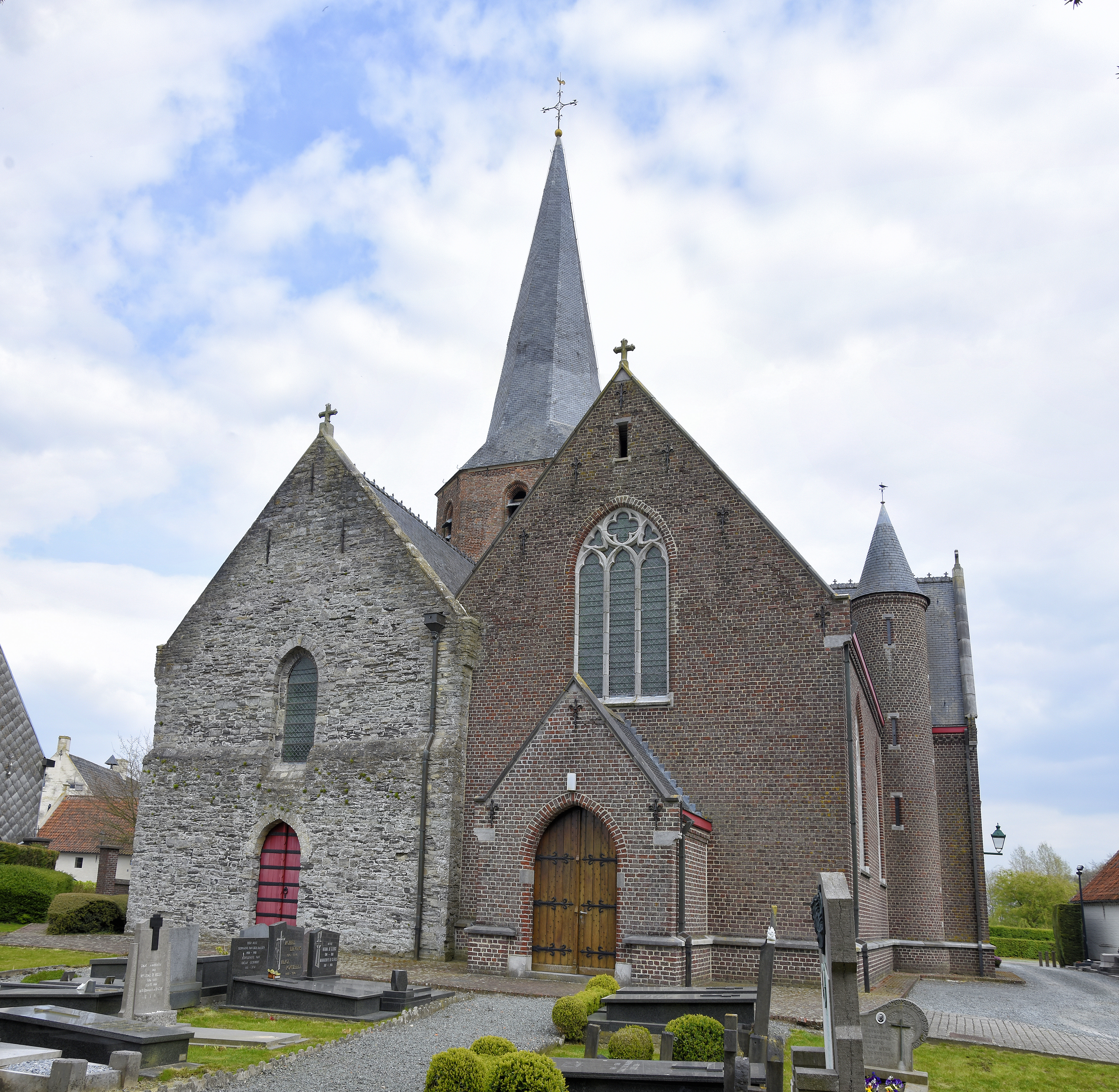
Sint-Bavokerk in Baaigem
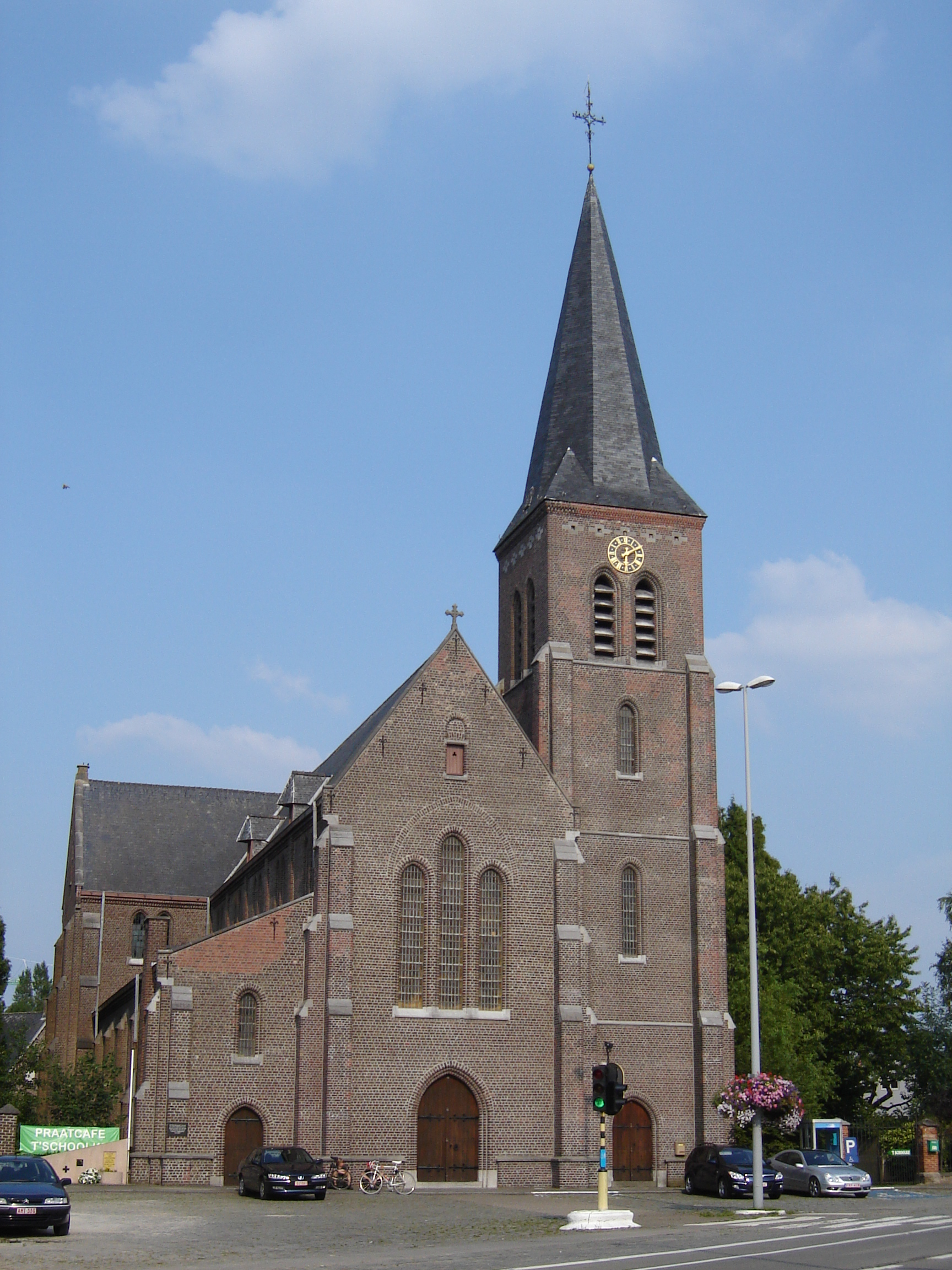
Heilig Hartkerk in Kwatrecht
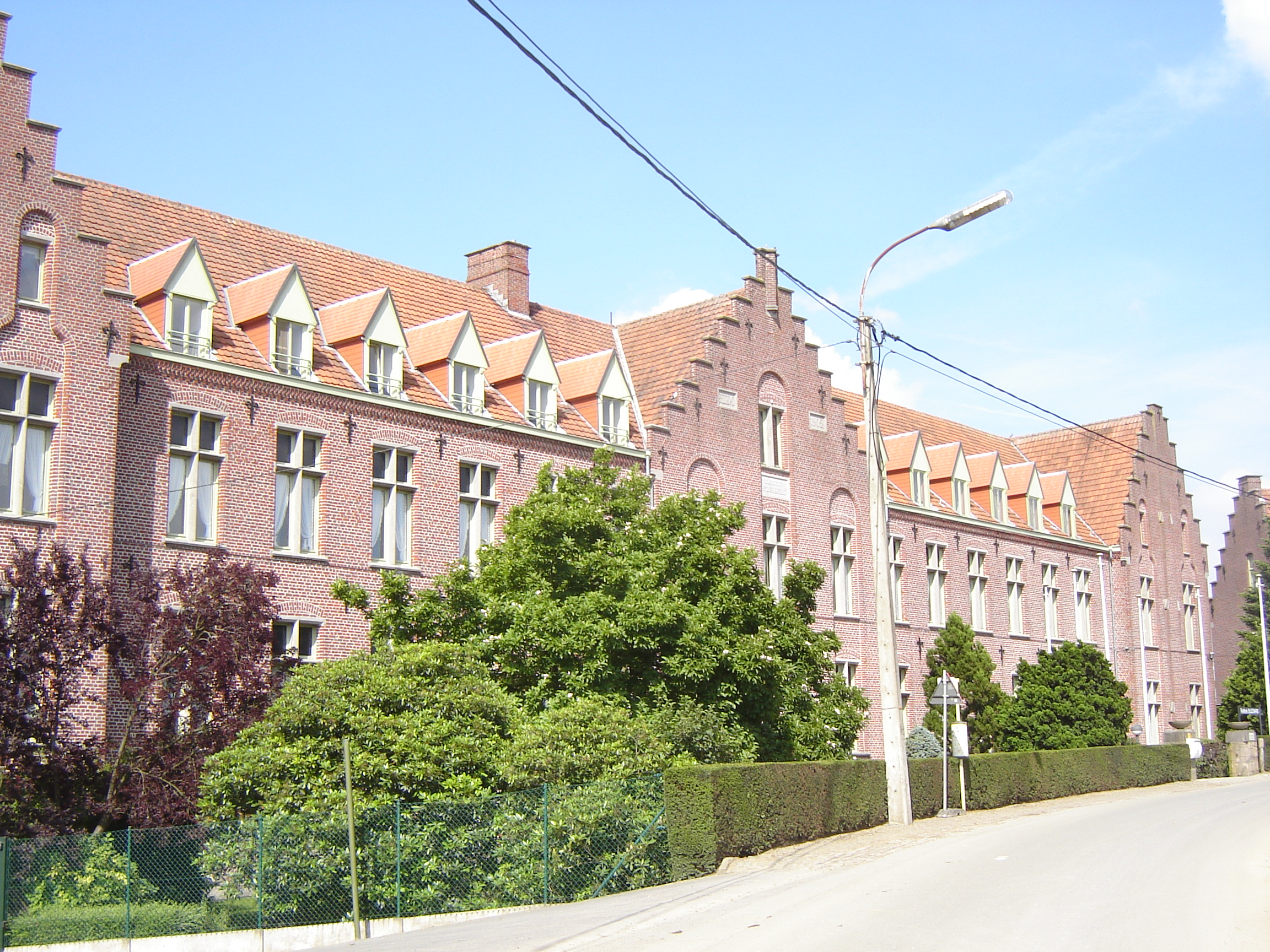
Rustoord Sint-Leonard op de parochie Louise-Marie
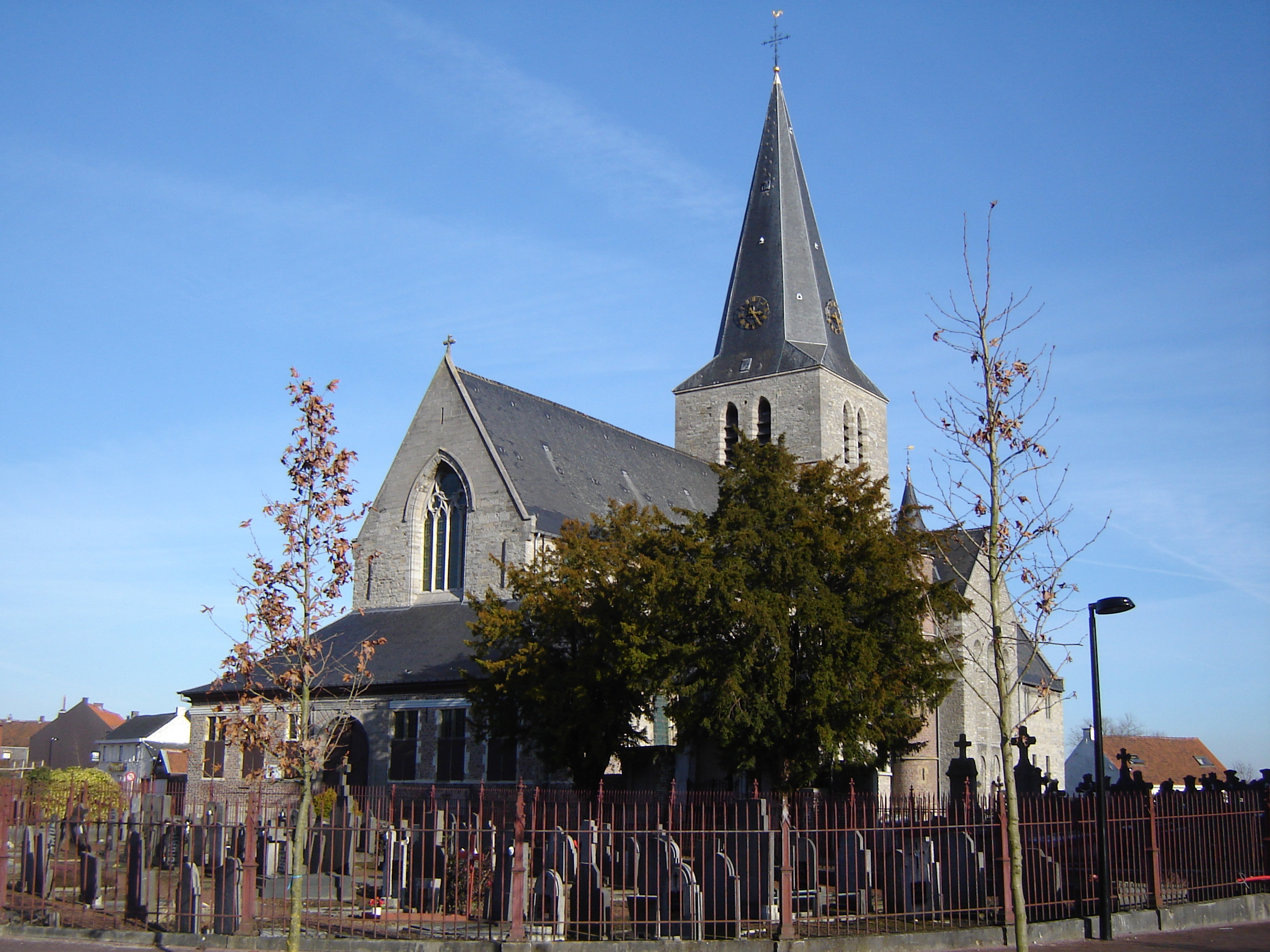
Sint-Eligiuskerk te Eine

- Virtual International Authority File: 96457165